# Ricetta (cucina)
Una ricetta è l'esplicazione delle modalità per preparare un alimento o una bevanda, contenente anche un insieme di istruzioni che descrivono il complesso dei procedimenti, gli ingredienti necessari e le dosi da utilizzare.
Il termine è di uso comune in campo culinario, ma è utilizzato anche in altri settori, tipo quelli industriali su base chimica o di processo in continuo (ad esempio nella produzione di calcestruzzo, nella preparazione dei bagni galvanici, nella fusione di una lega metallica), nei trattamenti termici. Anche nella birrificazione si definiscono le ricette per produrre le varie tipologie di birra.

## Etimologia
Il termine «ricetta» deriva dal latino recepta, participio passato neutro plurale di recipere, cioè "cose prese", poiché nel latino medievale la descrizione dei procedimenti iniziava di solito con l'istruzione di "prendere" i vari ingredienti, o meglio con l'imperativo recipe, ossia «prendi»; in inglese «ricetta» si dice tuttora recipe.

## Storia

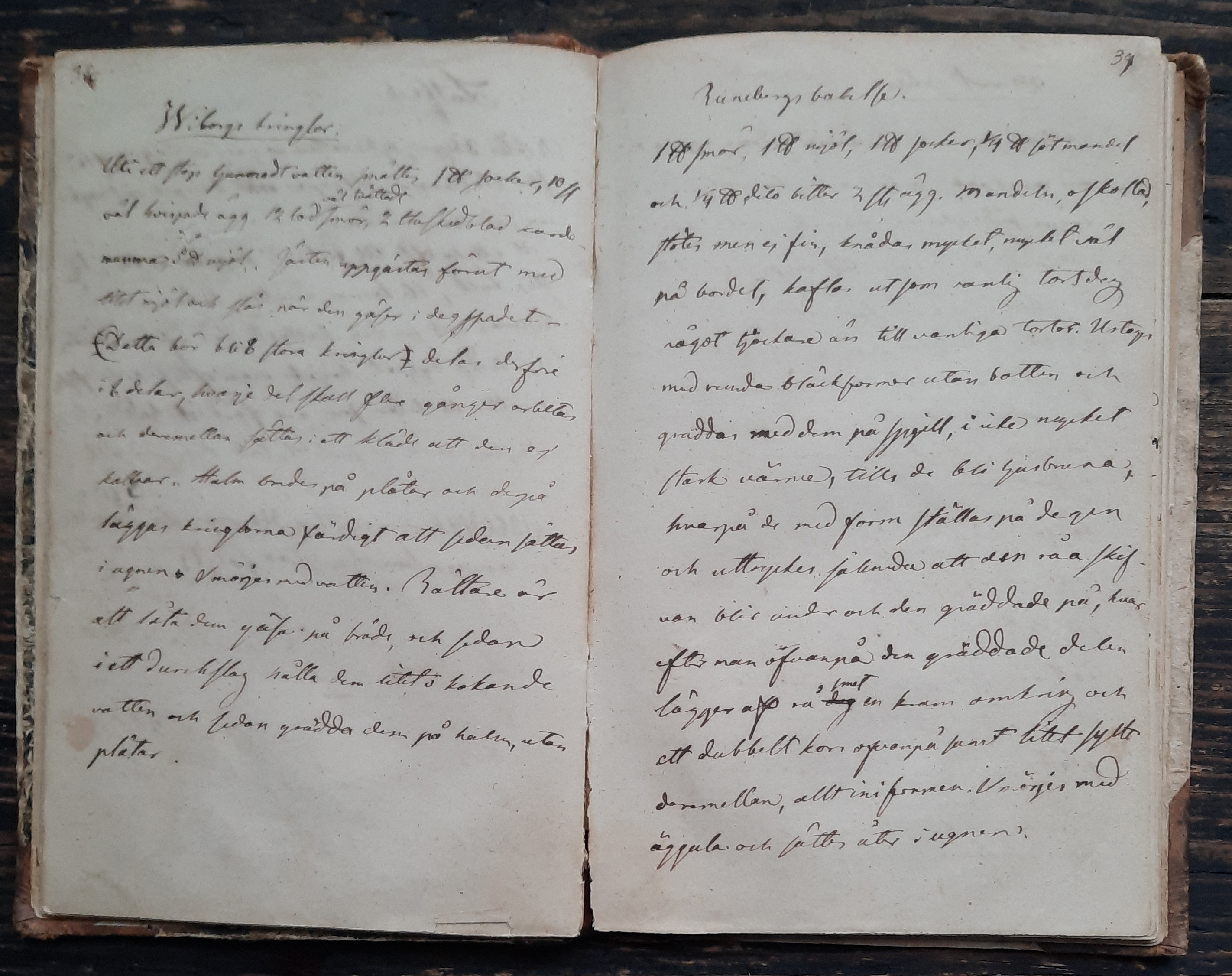
La ricetta originale di Fredrika Runeberg del 1850 per la "torta di Runeberg"

Sia la struttura che il linguaggio della ricetta hanno subìto, nei secoli, trasformazioni non rilevanti; l'unica differenza sostanziale che corre tra le ricette antiche e quelle moderne è che in queste ultime sono precisate le dosi, indicati i tempi di cottura, descritti più in dettaglio i procedimenti: ciò si spiega, del resto, col fatto che le antiche raccolte erano destinate da cuochi ad altri cuochi, mentre le moderne, da chiunque compilate, sono perlopiù indirizzate alle massaie e ad un pubblico generico la cui competenza tecnica non può darsi per scontata.
Tra li esempi storici maggiormente famosi, possiamo annoverare le ricette di Apicio che sono sintetiche e frettolose, e talora disordinate e confuse; la cosa è aggravata dalla dovizia degli ingredienti (non tutti noti) e dalla complessità dei piatti. 
A Napoli all'inizio del XIV secolo fu scritto in latino da un cortigiano del re Carlo II d'Angiò uno dei più antichi trattati di cucina medioevali, il Liber de coquina. Il libro riporta ricette provenienti diverse corti, principalmente di influenza francese e napoletana, ma comprendente influssi arabi, spagnoli e di altre regioni italiane.
Le ricette quattrocentesche di Maestro Martino da Como si distinguono dalle precedenti solo per una più accurata descrizione dei procedimenti e per una maggiore precisione terminologica. Le ricette del suo dotto allievo Bartolomeo Platina, splendidamente concise, sono corredate, di regola, da osservazioni mediche e dietetiche e inframmezzate, talora, da garbati aneddoti.
Tra i ricettari cinquecenteschi, quello di Cristoforo Messisbugo, pregevole e innovativo sul piano gastronomico, è piuttosto convenzionale nella formulazione delle ricette, generalmente sbrigative, ancorché dal ductus elegante. 
Nei ricettari della seconda metà del XVIII secolo e in quelli ottocenteschi si impone un gergo greve e barocco, irto di francesismi e idiotismi.

## Caratteristiche
Oggi la ricetta indica generalmente una lista di ingredienti alimentari nonché le modalità esecutive per cucinare pietanze varie. Nella ricetta sono indicate le dosi, in grammi o talora in altre unità di misura (in cucchiai, biccheri...) o in proporzioni, e le istruzioni dettagliate, talvolta accompagnate da illustrazioni, che spiegano come lavorare gli ingredienti per preparare un determinato piatto. Nella ricetta sono contenute le indicazioni sul numero di porzioni che si possono ricavare con quegli ingredienti, la durata della cottura e la temperatura del forno (se si fanno per esempio torte o arrosti) e i consigli su come presentare il piatto. Molto spesso si trovano annotate anche le calorie che si ottengono dal consumo di quella pietanza che si è cucinata.